# 18 (зупинний пункт)
№ 18 — пасажирська зупинна залізнична платформа Лиманської дирекції Донецької залізниці.
Розташована в селі Антонівське, поблизу с. Олександрівка, Синельниківський район, Дніпропетровської області на лінії Чаплине — Покровськ між станціями Межова (7 км) та Демурине (15 км).
На платформі зупиняються приміські електропоїзди.